# Unikkatil
Unikkatil (* 18. März 1981 als Viktor Palokaj in Priština, SFR Jugoslawien) ist ein albanischer Rapper. Er gilt als einer der ersten sowie bekanntesten albanischen Rapper und führt die Rappergruppe The Bloody Alboz (auch T.B.A.) an.

## Leben
Unikkatil verbrachte den Großteil seiner Kindheit in Pristina. Dort besucht er das Gymnasium Samir Frasheri, von dem er jedoch aufgrund von mangelnder Disziplin und Prügeleien verwiesen wurde. Außerdem nahm er zeitweilig Karateunterricht. Im Jahre 1995 wurde sein bester Freund von einem Zug erfasst und dabei getötet. Ihm ist der Song Shpirti n´paqe gewidmet. Da die Lage im Kosovo damals angespannt war und viele seiner Songs die serbische Regierung kritisierten, wurden diese nicht im Radio gespielt. Kurz vor Beginn des Kosovokriegs flüchteten er und seine Familie in die USA. Unikkatil ist verheiratet und hat einen Sohn.

## Musikkarriere
Seine Karriere begann 1993 mit der Veröffentlichung seiner ersten Platte. Zusammen mit anderen albanischen Rappern gründete er im Jahre 1998 das Label T.B.A. was eine Abkürzung für „The Bloody Alboz“ ist. Im Laufe der Jahre veröffentlichte er fünf Alben und eine Vielzahl von Liedern und wurde zu einem der bekanntesten und erfolgreichsten Rapper im albanischen Raum und in der albanischen Diaspora. Im Jahre 2012 hielt er das bis dahin größte Konzert Kosovos. In den folgenden Jahren brachte er weitere Songs heraus. Im Sommer des Jahres 2019 machte er eine kleine Tour durch Kosovo und Albanien.
Der Musikstil von Unikkatil ist angelehnt an den G-Funk des Westcoast-Hip-Hop sowie auch an den Südstaaten-Rap. Zudem benutzt er eine komplexe Instrumentation und bezieht traditionelle albanische Instrumente in seine Lieder mit ein.

## Diskografie
Studioalben
- 2002: Shihemi N'perkujtime
- 2004: Fjalt E Pavdekshme
- 2005: Unikkatil Prezanton The Bloody Alboz
- 2006: Armiq’t Suprem
- 2007: Kanuni I Katilit

Singles
- 2006: Veq edhe Niher (feat. Cyanide)
- 2006: Nrrot T´Soms (feat. Milot und Jeton)
- 2012: A Nive (feat. Klepto)
- 2012: Kuq e Zi (feat. Klepto)
- 2013: U Qova pi Vorri
- 2015: Per Qato
- 2018: A Pe Sheh (feat. Milot und Don Phenom)
- 2018: Ni Million Rruge
- 2018: Ca jon (feat Klepto)
- 2022: Po Eci